# (37230) 2000 WA147
2000 WA147 (asteroide 37230) é um asteroide da cintura principal. Possui uma excentricidade de 0.06634990 e uma inclinação de 9.82142º.
Este asteroide foi descoberto no dia 28 de novembro de 2000 por NEAT em Haleakala.